# Distretto di Purús
Il distretto di Purús è un distretto del Perù, l'unico della provincia omonima (regione di Ucayali) con 3.746 abitanti al censimento 2007.
È stato istituito il 2 luglio 1943.